# Kambuek
Kambuek is een bestuurslaag in het regentschap Bireuen van de provincie Atjeh, Indonesië. Kambuek telt 285 inwoners (volkstelling 2010).